# استفتاء نقض ولاية الرئيس الفنزويلي 2004

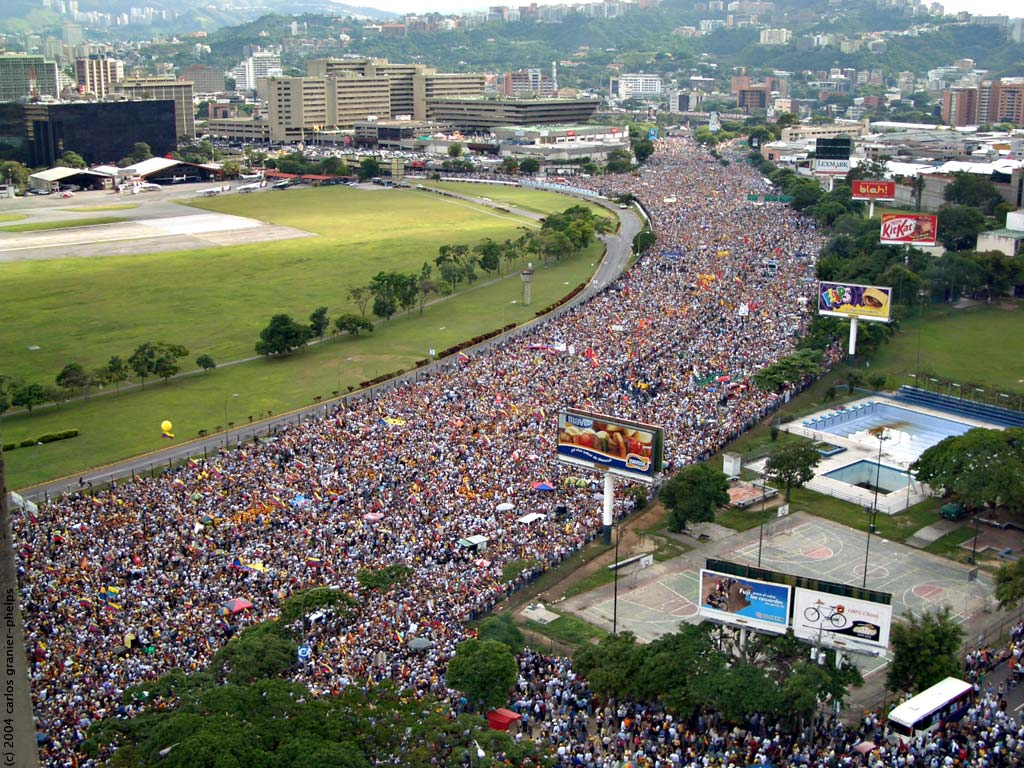
مسيرة في كاراكاس خلال جهود العزل في عام 2004.

كان استفتاء نقض ولاية الرئيس الفنزويلي في 15 أغسطس 2004 عبارة عن استفتاء لتحديد ما إذا كان هوغو تشافيز، رئيس فنزويلا آنذاك، يجب أن يتم عزله من منصبه. أعلن المجلس الوطني الانتخابي عن الاستفتاء في 8 يونيو 2004، بعد أن تمكنت المعارضة الفنزويلية من جمع عدد التوقيعات التي يتطلبها دستور 1999 لتنفيذ العزل.
وكانت نتيجة الاستفتاء عدم عزل تشافيز (58%)، ولكن كانت هناك مزاعم بالتزوير. في عام 2004، رفض تقرير مراقبي الانتخابات فرضية التزوير، لكن التقييمات الإحصائية الصادرة في عامي 2006 و2011 اختلفت. نفى رئيس الولايات المتحدة السابق جيمي كارتر ومركز كارتر التابع له، وجميع المجموعات التي راقبت الاستفتاء، والتحليلات الأخرى الاحتيال، قائلين إن الاستفتاء جرى بطريقة حرة ونزيهة. تحدى بعض الأفراد موافقة المركز على العملية الانتخابية في الاستفتاء. قام مركز كارتر بمراجعة الادعاءات ونشر وثيقة وتحليل إحصائي يؤكد من جديد النتائج التي توصل إليها.